# IJslands voetbalelftal in 2010
Het IJslands voetbalelftal speelde in totaal negen interlands in het jaar 2010, waaronder drie wedstrijden in de kwalificatiereeks voor het Europees kampioenschap voetbal 2012 in Polen en Oekraïne. De selectie stond voor het vierde opeenvolgende jaar onder leiding van bondscoach Ólafur Johannessen. Twee spelers speelden in 2010 in acht van de negen duels mee en misten één wedstrijd: doelman Gunnleifur Gunnleifsson en middenvelder Gylfi Sigurðsson. IJsland won van de negen gespeelde interlands er twee en verloor er vier; wel had het nationaal elftal een positief doelsaldo van +1. Daardoor zakte IJsland in 2010 op de FIFA-wereldranglijst van de 92ste (januari 2010) naar de 112e plaats (december 2010). 2010 was het eerste jaar dat het IJslands elftal uit de top 100 viel. Alleen in het interlandjaar 2004 presteerde IJsland slechter: het verloor toen 35 plaatsen op de wereldranglijst.

## Balans
| Wedstrijden | Wedstrijden | Wedstrijden | Wedstrijden | Doelpunten | Doelpunten | Doelpunten | Punten |
| Gespeeld    | Winst       | Gelijk      | Verlies     | Voor       | Tegen      | Saldo      | Punten |
| ----------- | ----------- | ----------- | ----------- | ---------- | ---------- | ---------- | ------ |
| 9           | 2           | 3           | 4           | 11         | 10         | +1         | 0.778  |

## Interlands
|                                                              |        |       |         |                                                                                                |
| 3 maart Vriendschappelijk № 379 «onderlinge duels» 17:00 uur | Cyprus | 0 – 0 | IJsland | Antonis Papadopoulos Stadion, Larnaca Toeschouwers: 500 Scheidsrechter: Nikolay Yordanov (BUL) |
| 3 maart Vriendschappelijk № 379 «onderlinge duels» 17:00 uur |        |       |         | Antonis Papadopoulos Stadion, Larnaca Toeschouwers: 500 Scheidsrechter: Nikolay Yordanov (BUL) |

|                                                               |                                                   |       |         |                                                                           |
| 21 maart Vriendschappelijk № 380 «onderlinge duels» 16:00 uur | IJsland                                           | 2 – 0 | Faeröer | Kórinn, Kópavogur Toeschouwers: 312 Scheidsrechter: Claus Bo Larsen (DEN) |
| 21 maart Vriendschappelijk № 380 «onderlinge duels» 16:00 uur | Matthías Vilhjálmsson 10' Kolbeinn Sigþórsson 37' |       |         | Kórinn, Kópavogur Toeschouwers: 312 Scheidsrechter: Claus Bo Larsen (DEN) |

|                                                     |        |       |         |                                                                                           |
| 24 maart Vriendschappelijk № 381 «onderlinge duels» | Mexico | 0 – 0 | IJsland | Bank of America Stadium, Charlotte Toeschouwers: 63.227 Scheidsrechter: Mark Geiger (USA) |
| 24 maart Vriendschappelijk № 381 «onderlinge duels» |        |       |         | Bank of America Stadium, Charlotte Toeschouwers: 63.227 Scheidsrechter: Mark Geiger (USA) |

|                                                             | |       |         |                                                                                     |
| 29 mei Vriendschappelijk № 382 «onderlinge duels» 18:00 uur | IJsland                                                                                             | 4 – 0 | Andorra | Laugardalsvöllur, Reykjavik Toeschouwers: 2.567 Scheidsrechter: Petur Reinert (FAR) |
| 29 mei Vriendschappelijk № 382 «onderlinge duels» 18:00 uur | Heiðar Helguson 32' (pen.) Heiðar Helguson 51' Veigar Gunnarsson 87' (pen.) Kolbeinn Sigþórsson 89' |       |         | Laugardalsvöllur, Reykjavik Toeschouwers: 2.567 Scheidsrechter: Petur Reinert (FAR) |

|                                                        |                    |       |                       |                                                                                        |
| 11 augustus Vriendschappelijk № 383 «onderlinge duels» | IJsland            | 1 – 1 | Liechtenstein         | Laugardalsvöllur, Reykjavík Toeschouwers: 3.327 Scheidsrechter: Anthony Buttimer (IRL) |
| 11 augustus Vriendschappelijk № 383 «onderlinge duels» | Rúrik Gíslason 20' |       | 69' Michael Stocklasa | Laugardalsvöllur, Reykjavík Toeschouwers: 3.327 Scheidsrechter: Anthony Buttimer (IRL) |

|                                                                |                     |       |                                             |                                                                                  |
| 3 september EK-kwalificatie № 384 «onderlinge duels» 20:00 uur | IJsland             | 1 – 2 | Noorwegen                                   | Laugardalsvöllur, Reykjavík Toeschouwers: 6.137 Scheidsrechter: Luca Banti (ITA) |
| 3 september EK-kwalificatie № 384 «onderlinge duels» 20:00 uur | Heiðar Helguson 38' |       | 59' Brede Hangeland 75' Mohammed Abdellaoue | Laugardalsvöllur, Reykjavík Toeschouwers: 6.137 Scheidsrechter: Luca Banti (ITA) |

|                                                                |                       |       |         |                                                                               |
| 7 september EK-kwalificatie № 386 «onderlinge duels» 19:00 uur | Denemarken            | 1 – 0 | IJsland | Parken, Kopenhagen Toeschouwers: 18.908 Scheidsrechter: Dougie McDonald (SCO) |
| 7 september EK-kwalificatie № 386 «onderlinge duels» 19:00 uur | Thomas Kahlenberg 90' |       |         | Parken, Kopenhagen Toeschouwers: 18.908 Scheidsrechter: Dougie McDonald (SCO) |

|                                                               |                     |       |                                                           |                                                                                        |
| 12 oktober EK-kwalificatie № 386 «onderlinge duels» 20:45 uur | IJsland             | 1 – 3 | Portugal                                                  | Laugardalsvöllur, Reykjavík Toeschouwers: 9.767 Scheidsrechter: Thomas Einwaller (AUT) |
| 12 oktober EK-kwalificatie № 386 «onderlinge duels» 20:45 uur | Heiðar Helguson 17' |       | 3' Cristiano Ronaldo 27' Raúl Meireles 72' Hélder Postiga | Laugardalsvöllur, Reykjavík Toeschouwers: 9.767 Scheidsrechter: Thomas Einwaller (AUT) |

|                                                                  |                                                  |       |                                                |                                                                                      |
| 17 november Vriendschappelijk № 387 «onderlinge duels» 19:30 uur | Israël                                           | 3 – 2 | IJsland                                        | Bloomfield Stadion, Tel Aviv Toeschouwers: 8.142 Scheidsrechter: Ilias Spathas (GRE) |
| 17 november Vriendschappelijk № 387 «onderlinge duels» 19:30 uur | Omer Damari 5' Omer Damari 14' Lior Refaelov 27' |       | 79' Alfreð Finnbogason 85' Kolbeinn Sigþórsson | Bloomfield Stadion, Tel Aviv Toeschouwers: 8.142 Scheidsrechter: Ilias Spathas (GRE) |

## FIFA-wereldranglijst
| JAN | FEB | MAR | APR | MEI | JUN | JUL | AUG | SEP | OKT | NOV | DEC |
| --- | --- | --- | --- | --- | --- | --- | --- | --- | --- | --- | --- |
| 94  | 91  | 90  | 91  | 90  | 90  | 79  | 79  | 100 | 110 | 110 | 112 |

## Statistieken
| Gunnleifur Gunnleifsson | 14.07.1975 | FH Hafnarfjörður       | 7 | 1 | 0 | 8 | 0 |
| Árni Arason             | 07.05.1975 | Odd Grenland           | 7 | 1 | 0 | 8 | 0 |
| Stefán Magnússon        | 05.09.1980 | Lillestrøm SK          | 0 | 1 | 0 | 1 | 0 |
| Fjalar Þorgeirsson      | 18.01.1977 | Fylkir Reykjavík       | 0 | 1 | 0 | 1 | 0 |
| Verdediging             |            |                        |   |   |   |   |   |
| Arnór Aðalsteinsson     | 26.01.1986 | Breiðablik Kópavogur   | 2 | 6 | 0 | 8 | 0 |
| Indriði Sigurðsson      | 12.10.1981 | Viking FK              | 7 | 0 | 0 | 7 | 0 |
| Sölvi Ottesen           | 18.02.1984 | FC Kopenhagen          | 5 | 0 | 0 | 5 | 0 |
| Kristján Sigurðsson     | 07.10.1980 | Hønefoss BK            | 5 | 0 | 0 | 5 | 0 |
| Jón Fjóluson            | 10.04.1989 | Fram Reykjavík         | 3 | 1 | 0 | 4 | 0 |
| Skúli Friðgeirsson      | 30.07.1988 | KR Reykjavík           | 3 | 0 | 0 | 3 | 0 |
| Grétar Steinsson        | 09.01.1982 | Bolton Wanderers       | 3 | 0 | 0 | 3 | 0 |
| Birkir Sævarsson        | 11.11.1984 | SK Brann               | 3 | 0 | 0 | 3 | 0 |
| Ragnar Sigurðsson       | 19.06.1986 | IFK Göteborg           | 2 | 1 | 0 | 3 | 0 |
| Valur Gíslason          | 08.09.1977 | Fylkir Reykjavík       | 2 | 0 | 0 | 2 | 0 |
| Hermann Hreiðarsson     | 11.07.1974 | Portsmouth FC          | 1 | 0 | 0 | 1 | 0 |
| Guðmundur Gunnarsson    | 21.01.1989 | KR Reykjavík           | 0 | 1 | 0 | 1 | 0 |
| Middenveld              |            |                        |   |   |   |   |   |
| Aron Gunnarsson         | 22.04.1989 | Coventry City          | 5 | 0 | 0 | 5 | 0 |
| Ólafur Skúlason         | 01.04.1983 | Sønderjysk Elitesport  | 4 | 1 | 0 | 5 | 0 |
| Steinþór Þorsteinsson   | 29.07.1985 | Örgryte IS             | 3 | 1 | 0 | 4 | 0 |
| Eggert Jónsson          | 18.08.1988 | Heart of Midlothian FC | 3 | 1 | 0 | 4 | 0 |
| Gylfi Sigurðsson        | 08.09.1989 | TSG Hoffenheim         | 3 | 0 | 0 | 3 | 0 |
| Bjarni Guðjónsson       | 26.02.1979 | KR Reykjavík           | 2 | 1 | 0 | 3 | 0 |
| Birkir Bjarnason        | 27.05.1988 | Viking FK              | 2 | 1 | 0 | 3 | 0 |
| Guðmundur Kristjánsson  | 01.03.1989 | Breiðablik Kópavogur   | 2 | 1 | 0 | 3 | 0 |
| Helgi Daníelsson        | 13.07.1981 | AIK Solna              | 2 | 0 | 0 | 2 | 0 |
| Teddy Bjarnason         | 04.03.1987 | IFK Göteborg           | 1 | 1 | 0 | 2 | 0 |
| Emil Hallfreðsson       | 29.06.1984 | Hellas Verona          | 1 | 0 | 0 | 1 | 0 |
| Kári Árnason            | 13.10.1982 | Plymouth Argyle        | 1 | 0 | 0 | 1 | 0 |
| Pálmi Pálmason          | 09.11.1984 | Stabæk Fotball         | 0 | 1 | 0 | 1 | 0 |
| Baldur Sigurðsson       | 24.04.1985 | KR Reykjavík           | 0 | 1 | 0 | 1 | 0 |
| Aanval                  |            |                        |   |   |   |   |   |
| Heiðar Helguson         | 22.08.1977 | Queens Park Rangers    | 6 | 0 | 4 | 6 | 4 |
| Jóhann Guðmundsson      | 27.10.1990 | AZ                     | 5 | 0 | 0 | 5 | 0 |
| Rúrik Gíslason          | 25.02.1988 | Odense BK              | 4 | 1 | 1 | 5 | 1 |
| Kolbeinn Sigþórsson     | 14.03.1990 | AZ                     | 3 | 2 | 3 | 5 | 3 |
| Matthías Vilhjálmsson   | 30.01.1987 | Colchester United      | 2 | 2 | 1 | 4 | 1 |
| Veigar Gunnarsson       | 21.03.1980 | Stabæk Fotball         | 1 | 3 | 1 | 4 | 1 |
| Eiður Guðjohnsen        | 15.09.1978 | Fulham FC              | 2 | 0 | 0 | 2 | 0 |
| Alfreð Finnbogason      | 01.02.1989 | KSC Lokeren            | 1 | 1 | 1 | 2 | 1 |
| Arnór Smárason          | 07.09.1988 | Esbjerg fB             | 1 | 1 | 0 | 2 | 0 |
| Atli Guðnason           | 28.09.1984 | FH Hafnarfjörður       | 0 | 2 | 0 | 2 | 0 |
| Óskar Hauksson          | 22.08.1984 | KR Reykjavík           | 0 | 1 | 0 | 1 | 0 |
| Gunnar Jónsson          | 30.04.1985 | KR Reykjavík           | 0 | 1 | 0 | 1 | 0 |
| Ólafur Snorrason        | 22.04.1982 | FH Hafnarfjörður       | 0 | 1 | 0 | 1 | 0 |
| Gunnar Þorvaldsson      | 01.04.1982 | Fredrikstad FK         | 0 | 2 | 0 | 1 | 0 |